# 杞麓白鱼
杞麓白鱼（学名：Anabarilius qiluensisl）为輻鰭魚綱鯉形目鯝科白鱼属的鱼类，俗名白鱼，是中国的特有物种，被IUCN列為極危保育類動物。分布于杞麓湖等，主要栖息于在水体中上层。该物种的模式产地在杞麓湖。體長可達13.4公分。

## 亚种
- 程海白鱼（学名：Anabarilius liui chenghaiensis），He于1984年命名。在中国，分布于云南程海等。该物种的模式产地在云南程海。[3]